# باهنهوف
باهنهوف هي شركة تعمل كمزود خدمة الإنترنت في مدينة أوبسالا في السويد. تأسست في 1994. وهي أول مزود إنترنت مستقل، الشركة موجودة في عدة اماكن مثل ستوكهولم وغوتنبرغ ومالمو وأوميو في السويد.
اشتهرت الشركة بعد أن استضافت تطبيق كريبتوكات، ومواقع منظمة ويكيليكس وذا بايرت باي.
تم بناء الشركة اولا داخل مخبأ نووي من فترة الحرب الباردة. (The Pirate Bay).

## وصلات خارجية
- الموقع الرسمي